# Władysław Kopyciński

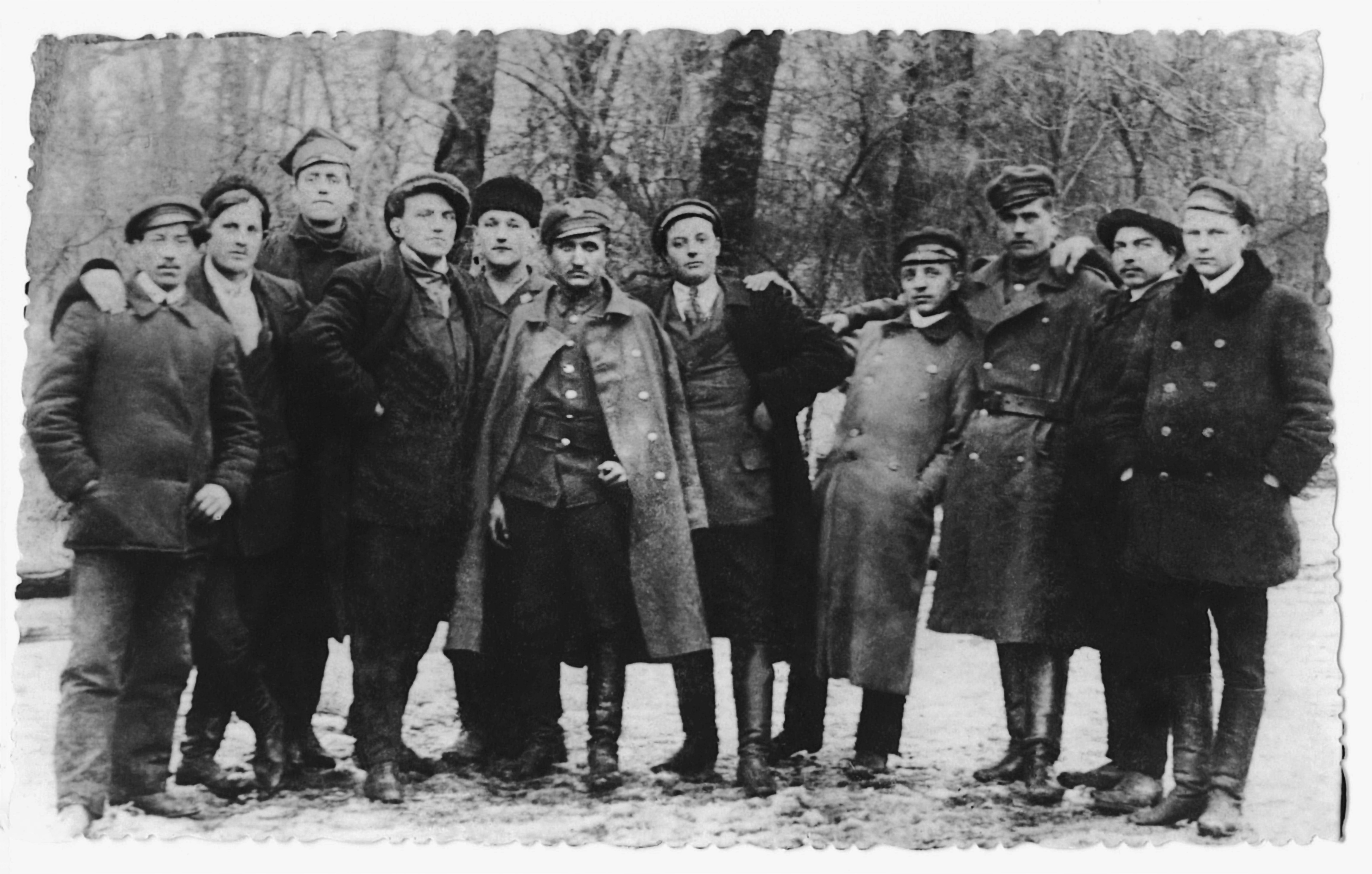
Władysław Kopyciński (szósty od lewej) podczas werbunku kandydatów do legionów. Izbica, wiosna 1917.

Władysław Kopyciński (ur. 6 lutego 1893 w Nowym Żmigrodzie, zm. 23 sierpnia 1920 w Chorzelach) – członek organizacji Eleusis, skaut, społecznik, żołnierz Legionów Polskich, uczestnik wojny polsko-bolszewickiej.

## Życiorys
Był jednym z czterech synów Ignacego (zm. w 1900 r.) i Aleksandry z Dudzińskich (zm. w 1915 r.). Ukończył Szkołę Powszechną w Nowym Żmigrodzie, po czym w 1906 r. został uczniem gimnazjum w Tarnowie (zaliczył 3 klasy), a następnie w Jaśle (zaliczył 1,5 roku). W 1911 r., będąc uczniem jasielskiego gimnazjum, dołączył do drużyny skautów. W 1912 r. przerwał naukę i zamieszkał z matką w Nowym Żmigrodzie. Powodem jego przeprowadzki i częstych przerw w nauce była choroba płuc.
Angażował się społecznie, pracując w bibliotece żmigrodzkiego koła Towarzystwa Szkoły Ludowej, pomagając organizować Drużyny Bartoszowe w Zarzeczu oraz prowadząc w Nowym Żmigrodzie drużynę skautów, która działała przy żmigrodzkim gnieździe "Sokoła".
Po wybuchu I wojny światowej w sierpniu 1914 r. jako ochotnik dołączył do Legionu Wschodniego we Lwowie. Po jego likwidacji wrócił do Nowego Żmigrodu i między wrześniem 1914 r. a majem 1915 r. był świadkiem rosyjskiej okupacji miasteczka, oswobodzonego w trakcie tzw. operacji gorlickiej.
29 maja 1915 r. został wcielony do wojska austriackiego. 18 kwietnia 1916 r. na własną prośbę został przeniesiony do Legionów Polskich, służył w 4 Pułku Piechoty. W czasie pobytu w legionach prowadził bibliotekę, wygłaszał pogadanki dla polskiego społeczeństwa i werbował przyszłych legionistów. Po tzw. kryzysie przysięgowym w lipcu 1917 r. odszedł do armii austriackiej.
W sierpniu 1918 r. nie wrócił z przepustki do swojej jednostki i przez kilka tygodni przedostawał się na wschód do tworzonych tam pod auspicjami Francuzów, oddziałów piechoty polskiej. Jako żołnierz 4 Dywizji Strzelców Polskich pod dowództwem gen. Lucjana Żeligowskiego przeszedł szlak bojowy i wrócił do niepodległej ojczyzny.
Kopyciński wrócił do Nowego Żmigrodu w połowie sierpnia 1919 r. z zamiarem zdania matury i zostania nauczycielem. Plany te pokrzyżowała wojna polsko-bolszewicka. Powołany 28 czerwca 1920 roku na front, 23 sierpnia 1920 r. po bitwie pod Chorzelami, został uznany za zaginionego.
Władysław Kopyciński pozostawił po sobie pamiętnik. Zaczął go prowadzić 25 grudnia 1911 r. i pisał do końca życia. Kolejne notesy wysyłał do narzeczonej - Marii Nowosielskiej - na przechowanie. Po jej śmierci opiekę nad zapisami Kopycińskiego roztoczyła jej córka prof. dr hab. Maria Bubicz wraz z mężem Wiesławem Bubiczem.  Dzięki ich staraniom w 2016 r. Fundacja Kościuszkowska wydała pamiętnik Władysława Kopycńskiego pod tytułem "Czyny i marzenia. Zapiski legionisty 1911−1920" w opracowaniu Teresy Kołakowskiej. Publikacja ta była recenzowana w czasopiśmie Muzeum Niepodległości.

## Ordery i odznaczenia
- Krzyż Niepodległości – 21 kwietnia 1937 roku „za pracę w dziele odzyskania niepodległości”[5]